# Dangaji
Dangaji (nep. दगांजी) – gaun wikas samiti w zachodniej części Nepalu w strefie Seti w dystrykcie Bajhang. Według nepalskiego spisu powszechnego z 2011 roku liczył on 732 gospodarstwa domowe i 4290 mieszkańców (2246 kobiet i 2044 mężczyzn).